# Miranda (Olaszország)
Miranda község (comune) Olaszország Molise régiójában, Isernia megyében.

## Fekvése
A megye központi részén fekszik. Határai: Carovilli, Isernia, Pesche, Pescolanciano, Roccasicura és Sessano del Molise.

## Története
A település első írásos említése 1295-ből származik. Hosszú ideig az Iserniai majd a Molisei Grófság része volt. 1445-től a Somma család, majd a 16. század közepétől a Crispano család hűbérbirtoka volt. Utolsó hűbéresei a Caracciolók voltak. A 19. század elején nyerte el önállóságát, amikor a Nápolyi Királyságban felszámolták a feudalizmust.

## Népessége
A népesség számának alakulása:

## Főbb látnivalói
- Santa Maria Assunta-templom
- Santa Lucia-templom